# Ocymyrmex okys
Ocymyrmex okys är en myrart som beskrevs av Bolton och Marsh 1989. Ocymyrmex okys ingår i släktet Ocymyrmex och familjen myror. Inga underarter finns listade i Catalogue of Life.